# أحمد الحسن (مدرب كرة قدم فلسطيني)
أحمد الحسن (19 مايو 1964) هو مدير كرة قدم فلسطيني سابق.

## مسيرته
وُلِد الحسن في 19 مايو 1964 في أريحا، فلسطين، وهو من مواليد بغداد، العراق. لعب لنادي حيفا العراقي، الذي تأسس على يد مهاجرين فلسطينيين في العراق. في عام 1994، عاد إلى فلسطين بسبب قيام دولة فلسطين، عاش في رام الله. حصل على رخصة الاتحاد الآسيوي لكرة القدم (AFC A)، وأصبح أول مدير فلسطيني يحصل على رخصة الاتحاد الآسيوي لكرة القدم.
أدار نادي مركز شباب الأمعري الفلسطيني، بعد ذلك أدار نادي هلال أريحا الفلسطيني وعمل مدربًا لنادي حيفا في العراق وشغل منصب المدير الفني للدائرة الفنية بالاتحاد الفلسطيني لكرة القدم في عام 2015، عُيّن مديرًا للمنتخب الوطني الفلسطيني لكرة القدم، أدار الفريق في كأس آسيا 2015. وُصف بأنه قدوة رائعة يجب الاقتداء بها ويجب تكريمه أثناء إدارته لهم عمل مدربًا تدريبيًا للاتحاد الآسيوي لكرة القدم.